# Parti de l'union communiste de Turquie
 (mars 2025).
Pour les articles homonymes, voir Parti communiste de Turquie.
Le Parti de l'union communiste de Turquie (en turc : Türkiye Birleşik Komünist Partisi, abrégé TBKP) est un parti politique communiste de Turquie fondé en 1990 et dissous en 1991.

## Historique
En 1987, la direction du Parti communiste de Turquie (TKP) et du Parti des travailleurs de Turquie (TIP) annoncèrent leur volonté de fusionner pour former le TBKP. Nihat Sargın (secrétaire général du TİP) et Yaşar Nabi Yağcı (Haydar Kutlu) (secrétaire général duTKP) retournèrent en Turquie de leur exil européen avec le but déclaré d'établir le TBKP légalement. Cependant ils furent aussitôt arrêtés et emprisonnés. En 1988 la fusion a été officiellement prononcée et le parti réuni un congrès clandestin.
En 1989, de nombreux membres dirigeants du TBKP clandestin révélèrent leur identité et mirent en avant l'intention du parti d'agir légalement. En 1990, Sargın et Yağcı furent relâchés après une grève de la faim de 19 jours pour demander leur libération et le droit d'opérer légalement. Sargın, Yağcı et leurs soutiens lancérent finalement le TBKP. Son président était Nihat Sargın et Nabi Yağcı était le secrétaire général. Cependant, la cour constitutionnelle interdit le parti en 1991, et Sargın and Yağcı subirent une interdiction d'exercer une quelconque charge dans un parti quel qu'il soit. L'affaire fut portée devant la cour européenne des droits de l'homme, qui condamna l'interdiction comme violant la Convention de protection des droits de l'homme et des libertés fondamentales.
Avant son interdiction, le TBKP avait réuni un congrès légal (le premier congrès légal de toute l'histoire des mouvements communistes en Turquie). Lors de ce congrès, une résolution fut adoptée à l'unanimité pour inciter ses membres a rejoindre le projet de formation d'un parti socialiste large, le Parti socialiste unifié, avec d'autres groupes et individus. Dans les années suivantes, le Parti socialiste unifié se transforma en Parti socialiste uni, avec la participation de nombreux autres groupes d'extrême gauche. Finalement ce parti fusionna avec des cadres de Chemin révolutionnaire (Devrimci Yol) pour former le Parti de la liberté et de la solidarité (ÖDP).